# Sten Selander
Pour les articles homonymes, voir Selander.
Sten Selander (1er juillet 1891  - 8 avril 1957 à Stockholm) est un naturaliste, poète et critique suédois.

## Biographie
Il a obtenu un doctorat (1950) et un doctorat (1951) en botanique de l'université d'Uppsala. Il a succédé à Sven Hedin comme membre de l'Académie suédoise au fauteuil 6 (1953). Il a également été critique littéraire et théâtral pour plusieurs journaux, dont le Dagens Nyheter de 1929 à 1935 et le Svenska Dagbladet à partir de 1935. Pendant ses études à Stockholm, Sten Selander a été membre de la Ligue nationale de la jeunesse suédoise, président de l'Association humaniste en 1922, et président de la Société suédoise pour la conservation de la nature de 1936 à 1947.
Selander a fait ses débuts en tant que poète en 1916 avec le recueil Vers och visor. Il a percé en 1926 avec Staden och andra dikter. Sten Selander écrivait de la poésie traditionnelle et était, dans l'ensemble, étranger au modernisme « incompréhensible ». Il appartient au groupe de poètes que l'on appelle habituellement les intimistes bourgeois. En 1942, il publie le volume Dikter från tjugofem år 1916 - 1941, dans lequel il prend ses distances avec plusieurs de ses poèmes publiés précédemment. Son poème le plus célèbre et le plus aimé s'intitule Spela kula et est tiré du recueil Staden och andra dikter. Aujourd'hui, Sten Selander est surtout connu pour ses descriptions de la nature, notamment son ouvrage de référence sur la nature suédoise, Det levande landskapet i Sverige (1955, 1957, 1987 [fac-similé]). Parmi ses autres descriptions de la nature, citons Svensk mark (1934), Mark och människor (1937, 1938), Lappland  (1948, 1949), Stränder (1951). La biographie Den okände Selander de Martin Kylhammar décrit le naturaliste, journaliste et critique social Sten Selander.
En 1941, il a découvert le séneçon sur la montagne Jeknaffo à Padjelanta comme une nouvelle espèce végétale pour la Suède.
En tant que traducteur, il a traduit Omar Khayyam en suédois.
Sten Selander est enterré au cimetière de Solna.

## Écrits
- Vers och visor 1916
- Gryning 1917
- Branden på Tuna 1918
- Tystnadens torn och andra dikter 1918
- Vägen hem 1920
- Vår herres hage 1923
- Den unga lyriken 1924
- Prolog vid svenska Röda kors-veckan 1925, 1925
- Djurgården - ramen kring sommarens stockholmsutställning 1930
- Européer, amerikaner och annat 1930
- En dag 1931
- Modernt 1932
- Bildning och utbildning 1933
- Kring sylarna 1933
- Svensk mark 1934
- Mark och människor 1937
- Finsk front 1940
- Sommarnatten 1941
- Den gröna jorden 1941
- Dikter från tjugufem år 1942
- Uddeholm 1943
- Lappland 1948
- Linné i Lule lappmark 1948
- Pegaser och käpphästar 1950
- Stränder 1951
- Sven Hedin 1953
- Det levande landskapet i Sverige 1955
- Avsked 1957
- Mark och rymd 1959
- Linnélärjungar i främmande länder 1960
- Företagsjurister och deras arbetsuppgifter av internationell karaktär 1977